# Michael Cimino (aktor)
Michael Cimino (ur. 10 listopada 1999 w Las Vegas) – amerykański aktor znany przede wszystkim z ról takich jak: Bob Palmeri w Anabelle wraca do domu (ang.  Annabelle Comes Home) oraz Victor Salazar w serialu Hulu Love, Victor.

## Filmografia

### Filmy
| Rok  | Tytuł                | Rola        | Uwagi          |
| ---- | -------------------- | ----------- | -------------- |
| 2016 | Shangri-La Suite     | Młody Teijo |                |
| 2019 | Annabelle Comes Home | Bob Palmeri |                |
| 2020 | Shangri-La Suite     | Miguel      | Postprodukcja  |
| 2021 | Heartlight           | Vincent     | Przedprodukcja |

### Telewizja
| Rok  | Tytuł          | Rola           | Uwagi                             |
| ---- | -------------- | -------------- | --------------------------------- |
| 2017 | Training Day   | Młody Sadiq    | Odcinek: Tunnel Vision            |
| 2018 | Walk the Prank | Brlayden       | Odcinek: Too Cool for High School |
| 2018 | Dog Days       | Dej            |                                   |
| 2020 | Love, Victor   | Victor Salazar | Główna rola                       |